# Damernas bom i gymnastik vid olympiska sommarspelen 2012
Damernas bom i gymnastik vid olympiska sommarspelen 2012 avgjordes den 7 augusti 2012 för 8 gymnaster från totalt 4 nationer. De deltagande kvalificerade sig för friståendet genom kvaltävlingen - däremot fick maximalt två gymnaster från samma land kvalificera sig.

## Medaljörer
| Gren         | Guld             | Silver      | Brons           |
| Damernas bom | Deng Linlin Kina | Sui Lu Kina | Aly Raisman USA |

## Resultat

### Kval
Äldsta och yngsta deltagare
|        | Namn           | Land | Födelsedag | Ålder |
| ------ | -------------- | ---- | ---------- | ----- |
| Yngsta | Gabby Douglas  | USA  | 31/12/95   | 16 år |
| Äldsta | Cătălina Ponor | ROU  | 20/8/87    | 24 år |

| Placering | Gymnast                  | D Score | E Score | Pen. | Totalt | Qual. |
| --------- | ------------------------ | ------- | ------- | ---- | ------ | ----- |
| 1         | Sui Lu (CHN)             | 6.400   | 9.000   |      | 15.400 |       |
| 2         | Viktoria Komova (RUS)    | 6.400   | 8.866   |      | 15.266 |       |
| 3         | Gabby Douglas (USA)      | 6.500   | 8.766   |      | 15.266 |       |
| 4         | Deng Linlin (CHN)        | 6.500   | 8.666   |      | 15.166 |       |
| 5         | Aly Raisman (USA)        | 6.400   | 8.700   |      | 15.100 |       |
| 6         | Ksenija Afanasieva (RUS) | 5.900   | 9.166   |      | 15.066 |       |
| 7         | Cătălina Ponor (ROU)     | 6.400   | 8.633   |      | 15.033 |       |
| 8         | Diana Bulimar (ROU)      | 6.100   | 8.766   |      | 14.866 |       |

#### Reserver
- Asuka Teramoto (JPN) - rankad 15
- Vanessa Ferrari (ITA) - rankad 16
- Carlotta Ferlito (ITA) - rankad 17

### Final
| Position | Gymnast                  | D-poäng | E-poäng | Stradd | Totalt  |
| -------- | ------------------------ | ------- | ------- | ------ | ------- |
| 1        | Deng Linlin (CHN)        | 6.600   | 9.000   |        | 15.600  |
| 2        | Sui Lu (CHN)             | 6.500   | 9.000   |        | 15.500  |
| 3        | Aly Raisman (USA)        | 6.3001  | 8.766   |        | 15.0661 |
| 4        | Cătălina Ponor (ROU)     | 6.600   | 8.466   |        | 15.066  |
| 5        | Ksenija Afanasieva (RUS) | 5.800   | 8.783   |        | 14.583  |
| 6        | Larisa Iordache (ROU)    | 6.400   | 7.800   |        | 14.200  |
| 7        | Gabby Douglas (USA)      | 6.000   | 7.633   |        | 13.633  |
| 8        | Viktoria Komova (RUS)    | 6.200   | 6.966   |        | 13.166  |